# 薩爾瓦多—摩洛哥關係
萨尔瓦多—摩洛哥关系是指拉丁美洲国家萨尔瓦多共和国和非洲国家摩洛哥王国之间的双边关系。兩國均為不結盟運動、77國集團成員國。

## 政治交流
萨尔瓦多与摩洛哥均曾经是西班牙殖民帝国的一部分，直到1821年、1956年各自独立。两国建交后，萨尔瓦多曾因为将驻以色列大使馆迁到有争议的耶路撒冷，导致摩洛哥断交。更因为两度与摩洛哥宣称拥有主权的有限承认政权撒拉威阿拉伯民主共和国建立邦交，导致关系长期不睦。但在2019年6月15日摩洛哥外交、非洲合作与海外侨民部长纳赛尔·布里达访问萨尔瓦多时，萨尔瓦多政府宣布与撒拉威阿拉伯民主共和国断绝邦交并撤销外交承认，转而加强与摩洛哥的外交关系。萨尔瓦多总统納伊布·布克萊亦表示与撒拉威阿拉伯民主共和国维持邦交“没有意义，且影响了萨尔瓦多与摩洛哥等阿拉伯国家的双边关系。”同年，萨尔瓦多与摩洛哥签署了合作协议，以加强两国在农业、卫生医药领域的合作关系。萨尔瓦多政府亦决定在摩洛哥新设大使馆，此后两国关系亦通过摩洛哥-拉丁美洲論壇等得到了进一步发展。
2021年，萨尔瓦多在拉巴特正式设立大使馆，为该国在非洲的首个外交代表机构，馆务辖区为马里、塞内加尔及多哥。摩洛哥亦于2022年在萨尔瓦多开设大使馆并派遣临时代办，此前，摩洛哥对萨尔瓦多的相关事务曾由摩洛哥驻瓜地馬拉大使馆兼辖。

## 经济关系

### 经贸交流
据經濟複雜性研究中心统计，2020年，萨尔瓦多向包括摩洛哥在内的非洲国家出口总额为57.7万美元，仅占萨尔瓦多总出口额的0.011%。而摩洛哥向萨尔瓦多出口了516万美元，为萨尔瓦多在非洲的第一大贸易伙伴，主要向萨尔瓦多出口化肥、磷酸钙以及服装、加工鱼类等产品。